# Pureņi
Pureņi (ros. Пурени) – stacja kolejowa w miejscowości Mičuri, w gminie Kārsava, na Łotwie. Leży na linii dawnej Kolei Warszawsko-Petersburskiej.